# اتتربری (ایلینوی)
اتتربری (به انگلیسی: Atterberry) یک منطقهٔ مسکونی در ایالات متحده آمریکا است که در شهرستان منارد، ایلینوی واقع شده‌است. اتتربری ۱۸۱٫۹۷ متر بالاتر از سطح دریا واقع شده‌است.